# Pandemia di COVID-19 in Ruanda
Il primo caso della pandemia di COVID-19 in Ruanda è stato confermato il 14 marzo 2020.

## Antefatti
Il 12 gennaio 2020, l'Organizzazione mondiale della sanità (OMS) ha confermato che un nuovo coronavirus era la causa di una nuova infezione polmonare che aveva colpito diversi abitanti della città di Wuhan, nella provincia cinese dell'Hubei, il cui caso era stato portato all'attenzione dell'OMS il 31 dicembre 2019.
Sebbene nel tempo il tasso di mortalità del COVID-19 si sia rivelato decisamente più basso di quello dell'epidemia di SARS che aveva imperversato nel 2003, la trasmissione del virus SARS-CoV-2, alla base del COVID-19, è risultata essere molto più ampia di quella del precedente virus del 2003, ed ha portato a un numero totale di morti molto più elevato.
Il 5 maggio 2023, l'Organizzazione mondiale della sanità dichiara ufficialmente la fine della pandemia.

## Cronologia

### Marzo
Il 14 marzo 2020 è stato confermato il primo caso di COVID-19. Altre quattro persone sono state sottoposte al test risultando positive, portando il numero di casi a cinque.
Il 16 marzo, il Ruanda ha confermato altri due casi a Kigali, portando a sette il numero totale di casi nel paese.
Nel tentativo di fermare la diffusione del coronavirus, il Ministero della Salute ruandese ha annunciato il 18 marzo, tramite Twitter, che tutti i voli passeggeri commerciali internazionali sarebbero stati sospesi per 30 giorni, con effetto dal 20 marzo.
Meno di un giorno dopo, il 21 marzo, i funzionari hanno annunciato un blocco di due settimane. Sia i dipendenti pubblici che quelli privati devono lavorare da casa, con misure rigorose. Anche tutte le frontiere dovranno restare chiuse, i cittadini ruandesi sono esenti, però dovranno affrontare quarantena obbligatoria di 14 giorni.
Il 28 marzo, il Ministero della Salute ha registrato sei nuovi casi di COVID-19, portando il totale a 60.

### Aprile
Il 9 aprile sono stati registrati tre nuovi casi di coronavirus, su 720 test esaminati nelle precedenti 24 ore. Ciò ha portato il numero totale di casi confermati a 113 persone (di cui sette guarite).

### Maggio
Il 31 maggio è stata confermata la prima morte.

## Risposta del governo
Oltre alle misure di blocco adottate a marzo, la polizia nazionale del Ruanda il 12 aprile ha annunciato l'uso di droni per inviare messaggi alle comunità locali su come combattere il coronavirus.